# ある愛の詩
『ある愛の詩』（あるあいのうた、英: Love Story）は、1970年のアメリカ合衆国の恋愛映画。
監督はアーサー・ヒラー、出演はライアン・オニールとアリ・マッグローなど。
エリック・シーガルによる同名の小説を原作とする。ただし、未完の小説を原作として映画の製作が始まり、小説と映画が同時進行で作られた。先に映画が完成し、映画の脚本を基に小説が執筆された部分もある。先に発表されたのは小説であり、その数週間後に映画が公開された。
1978年に続編として『続・ある愛の詩』が公開された。
アカデミー作曲賞（フランシス・レイ）を受賞した他、複数の部門でアカデミー賞にノミネートされ、ゴールデングローブ賞では作品賞（ドラマ部門）を受賞している。

## ストーリー
裕福で代々ハーバード大学出身という家柄であるオリバーは、家柄違いのラドクリフ大学（ハーバード大学関連の女子大学）のジェニーと恋に落ち、オリバーの父親の反対を押し切り結婚する。
2人が24歳になったある日、ジェニーの命が白血病で残り少ないことが判明し闘病生活に入る。オリバーは高額の医療費を自分の父親に求めるが、彼女の病状は好転せず亡くなってしまう。
オリバーと和解した父親との短い会話の中で「愛とは決して後悔しないこと」（Love means never having to say you're sorry）という生前ジェニーがオリバーに残した言葉をオリバーが語り、オリバーは2人の思い出の場所に行き、その場所を眺める。

## キャスト
- ジェニー・カヴァレリ: アリ・マッグロー
- オリバー・バレット4世: ライアン・オニール
- フィル・カヴァレリ: ジョン・マーリー（英語版） - ジェニファーの父。
- オリバー・バレット3世: レイ・ミランド
- トンプソン学部長: ラッセル・ナイプ（英語版）
- バレット夫人: キャサリン・バルフォー（英語版）
- シェイプリー医師: シドニー・ウォーカー（英語版）
- アディソン医師: ロバート・モディカ
- レイ・ストラットン: ウォーカー・ダニエルズ - オリバーのルームメイト。
- ハンク・シンプソン: トミー・リー・ジョーンズ（トム・リー・ジョーンズ名義） - オリバーのルームメイト。
- スティーブ: ジョン・メレンスキー - オリバーのルームメイト。

## 日本語吹替
| 役名                  | 俳優                     | 日本語吹替                                                                                             | 日本語吹替                                                                        | 日本語吹替                                                              |
| 役名                  | 俳優                     | 日本テレビ版                                                                                           | テレビ東京版                                                                      | VOD版                                                                   |
| --------------------- | ------------------------ | --- | --------------------------------------------------------------------------------- | ----------------------------------------------------------------------- |
| ジェニー・カヴァレリ  | アリ・マッグロー         | 山口百恵                                                                                               | 勝生真沙子                                                                        | 永宝千晶                                                                |
| オリバー・バレット4世 | ライアン・オニール       | 三浦友和                                                                                               | 池田秀一                                                                          | 岩田翼                                                                  |
| フィル・カヴァレリ    | ジョン・マーリー         | 前沢迪雄                                                                                               | 前沢迪雄                                                                          | 桂一雅                                                                  |
| オリバー・バレット3世 | レイ・ミランド           | 北原義郎                                                                                               | 北原義郎                                                                          | 水野龍司                                                                |
| トンプソン学部長      | ラッセル・ナイプ         | 嶋俊介                                                                                                 | 大木民夫                                                                          |                                                                         |
| バレット夫人          | キャサリン・バルフォー   | 翠準子                                                                                                 | 翠準子                                                                            | 水野ゆふ                                                                |
| シェイプリー医師      | シドニー・ウォーカー     | 宮川洋一                                                                                               | 宮川洋一                                                                          | 北島善紀                                                                |
| アディソン医師        | ロバート・モディカ       | 阪脩                                                                                                   | 藤本譲                                                                            | さかき孝輔                                                              |
| ハンク・シンプソン    | トミー・リー・ジョーンズ | | 小室正幸                                                                          | 真木駿一                                                                |
| 役不明又はその他      | N/A                      | 村越伊知郎 野島昭生 東富士郎 沼波輝枝 藤本譲 大見川高行 鵜飼るみ子 松田辰也 熊谷誠二 難波克弘 岡村悦明 | 村越伊知郎 羽村京子 大塚芳忠 篠原あけみ 大谷育江 沼波輝枝 こおろぎさとみ 亀井芳子 | 山口協佳 下川涼 本多新也 藤田奈央 益山武明 近内仁子 吉田健司 長谷川敦央 |
|                       |                          | |                                                                                   |                                                                         |
| 演出                  | 演出                     | 佐藤敏夫                                                                                               | 小山悟                                                                            | 藤本直樹                                                                |
| 翻訳                  | 翻訳                     | 小川裕子                                                                                               | 小川裕子                                                                          | 伊藤美穂                                                                |
| 調整                  | 調整                     | 前田仁信                                                                                               | 荒井孝                                                                            |                                                                         |
| 効果                  | 効果                     | TFCグループ                                                                                            | リレーション                                                                      |                                                                         |
| 制作                  | 制作                     | 東北新社                                                                                               | 東北新社                                                                          | ACクリエイト                                                            |
| 初回放送              | 初回放送                 | 1977年12月21日 『水曜ロードショー』                                                                    | 1988年12月31日                                                                    | 2021年12月13日                                                          |

- 2021年8月25日発売の「デジタル・リマスター版 50th アニバーサリー・エディション Blu-ray」にはVOD版が収録[2]。

## 邦訳
- 『ラブ・ストーリィ』板倉章訳　角川書店、1970年（のち文庫）

文庫化の際『ラブ・ストーリー ある愛の詩』と改題される。「板倉章」は、一般に筒井正明の筆名とされるが、これについては、角川春樹が自分で訳して筆名で出したと語っている。筒井を始め三人に下訳を頼み、その後、原文に当たって大分手直しし、角川春樹の文章にしたという。

## 作品の評価

### 映画批評家によるレビュー
Rotten Tomatoesによれば、批評家の一致した見解は「真摯に且つ断固として観客を魅了しようとしている『ある愛の詩』は、目を伏せていても心を掴むような、臆することなく泣ける映画である。」であり、28件の評論のうち高評価は68%にあたる19件で、平均点は10点満点中6点となっている。
Metacriticによれば、5件の評論のうち、高評価は4件、賛否混在は1件、低評価はなく、平均点は100点満点中84点となっている。

### 受賞歴
| 賞                         | 部門                     | 対象               | 結果       |
| -------------------------- | ------------------------ | ------------------ | ---------- |
| 第43回アカデミー賞         | 作品賞                   |                    | ノミネート |
| 第43回アカデミー賞         | 監督賞                   | アーサー・ヒラー   | ノミネート |
| 第43回アカデミー賞         | 主演男優賞               | ライアン・オニール | ノミネート |
| 第43回アカデミー賞         | 主演女優賞               | アリ・マッグロー   | ノミネート |
| 第43回アカデミー賞         | 助演男優賞               | ジョン・マーリー   | ノミネート |
| 第43回アカデミー賞         | 脚本賞                   | エリック・シーガル | ノミネート |
| 第43回アカデミー賞         | 作曲賞                   | フランシス・レイ   | 受賞       |
| 第28回ゴールデングローブ賞 | 作品賞（ドラマ部門）     |                    | 受賞       |
| 第28回ゴールデングローブ賞 | 主演男優賞（ドラマ部門） | ライアン・オニール | ノミネート |
| 第28回ゴールデングローブ賞 | 主演女優賞（ドラマ部門） | アリ・マッグロー   | 受賞       |
| 第28回ゴールデングローブ賞 | 助演男優賞               | ジョン・マーリー   | ノミネート |
| 第28回ゴールデングローブ賞 | 監督賞                   | アーサー・ヒラー   | 受賞       |
| 第28回ゴールデングローブ賞 | 脚本賞                   | エリック・シーガル | 受賞       |
| 第28回ゴールデングローブ賞 | 作曲賞                   | フランシス・レイ   | 受賞       |

## 影響
本作は原作と映画の「メディアミックス」の成功例として先駆的な作品である。角川春樹は「純愛ブームは10年周期で来る」と確信しており、あらすじだけを読んで原作小説の日本語版の版権を250ドル（約9万円）で手に入れ、日本でも映画が大ヒットした時、プロモーションを展開して成功した。
映画監督の大林宣彦は、アメリカで『ある愛の詩』の封切り時に現地で鑑賞し、なぜこんな時代錯誤の純愛ものがヒットしているのだろうと不思議に思いつつも、ベトナム戦争で疲弊したアメリカが、本音ではこのような純愛ドラマを求めている時代感覚を肌で感じていた。大林は角川のジャーナリスティックな感覚に感心していた。
既存の映画界とは別のところで仕事をしていた角川と大林は、本作の「メディアミックス」をヒントに1970年代後半の、ほぼ同時期にそれぞれの方法で「メディアミックス」を仕掛けていき、1980年代にはタッグを組んでいる。

## その他
- 日本では、高校の英語の授業の教材としてストーリーの一部が使用されたことがある[14]。
- 有名なセリフ、"Love means never having to say you're sorry." とは「愛していれば後から謝ったりしなくていい。」という意味である[15]。

- 本作の音楽は元々ジミー・ウェブに依頼されていたが、ロバート・エヴァンズの判断でフランシス・レイに差し替えられた[16]。
- トミー・リー・ジョーンズのデビュー作でもある[17]。